# Isak Mannheimer
Isak Noa (Isaak Noah) Mannheimer (ur. 17 października 1793 w Kopenhadze, zm. 18 marca 1865 w Wiedniu) – rabin i poseł do austriackiego Sejmu Ustawodawczego podczas Wiosny Ludów
Urodził się jako syn żydowskiego kupca i kantora synagogi w Kopenhadze. Od 1824 r. żonaty z Lisette Damier (zm. 1858), z którą miał 4 synów i 3 córki. Absolwent gimnazjum w Kopenhadze (1814) oraz szkoły rabinackiej w Kopenhadze gdzie zapoznał się z zasadami nauczania religii i dyscyplin talmudycznych. W l. 1814-1816 studiował filozofię, fizykę i matematykę na Uniwersytecie w Kopenhadze. W l. 1816-1822 był katechetą w Kopenhadze, potem kaznodzieja w Berlinie (1823) i Hamburgu i Lipsku (1824). Był nauczycielem religii (1825-1828), a także kaznodzieją (1825-1852) w żydowskiej szkole religijnej w Wiedniu. Od powstania gminy wyznaniowej w Wiedniu w 1852 rabin, a następnie główny rabin. Twórca wielu organizacji charytatywnych i opiekuńczych, m.in. stowarzyszenia sierot (1839), stowarzyszenia dla promocji rzemiosła wśród Żydów (1840), zakładu opieki nad dziećmi (1843), stowarzyszenia wspierającego handel żydowski (1846), Instytutu dla głuchoniemych (1852), stowarzyszenia pomocy żydowskim studentom (1861). Wraz z 24 innymi austriackimi rabinami doprowadził w 1846 do zniesienie dyskryminującej przysięgi żydowskiej (Iuramentum Iudaeorum) w sądach austriackich.
Był jednym z czołowych myślicieli judaizmu w pierwszej połowie XIX wieku. Początkowo znajdował się pod wpływami liberalnych myślicieli żydowskich i sympatyzował z postulatami reformy judaizmu. M.in. jako czołowy katecheta w Kopenhadze początkowo całkowicie zrezygnował z języka hebrajskiego, a także wykorzystywał muzykę kompozytorów chrześcijańskich. W późniejszym okresie zrezygnował z radykalnej reformy judaizmu i stał się bardziej umiarkowany, m.in. uznał język hebrajski za niezbędny dla nauki religii. Zreformował zasady kultu zwane odtąd jako tzw. ryt wiedeński albo ryt Mannheima, które zyskały szeroką aprobatę wśród austriackich Żydów. Ich istotą było skrócenie porządku modlitwy, wprowadzenie wstępu do modlitwy oraz kazania w języku niemieckim, z zachowaniem jednak dominującej roli języka hebrajskiego. Przetłumaczył na język niemiecki modlitewnik i teksty modlitw postnych. Wprowadził także do obrządku chór, zachęcał i wspierał także przedsięwzięcia charytatywne. Jego reformy mające charakter konserwatywny zapobiegły rozłamowi między ortodoksją a reformatorami. Swój sukces zawdzięczał m.in. swym zdolnościom oratorskim. Opublikował następujące prace: Praedikener Holdte ved det Mosaiske Troes-Samfund Andagts-Övelser i Modersmaalet i Sommerhalvaaret 1819 (Kopenhaga, 1819); Gottesdienstliche Vorträge Gehalten im Israelitischen Bethause zu Wien im Monate Tischri 5594 (Wiedeń, 1834); Gottesdienstliche Vorträge für die Wochenabschnitte des Jahres, tom. I, Genesis i Exodus (ib. 1835; częściowo przetłumaczone na hebrajski przez E Kuttner, ib. 1865); tłumaczenie modlitewnika i modlitw postnych według rytuału synagogi wiedeńskiej (1840; często wznawiane).
Podczas Wiosny Ludów poseł z Galicji (okręg 96 Brody) do austriackiego Sejmu Ustawodawczego (10 lipca 1848 – 7 marca 1849). W parlamencie doprowadził wraz z innymi posłami żydowskimi do zniesienia tzw. podatku żydowskiego. Honorowy obywatel Wiednia (1863). Dużą część swego majątku zapisał na rzecz powstałej po jego śmierci fundacji pomocy rabinom, kaznodziejom i nauczycielom, która do dziś nosi jego imię. Początkowo został pochowany na cmentarzu żydowskim w Währing, potem jego szczątki zostały przeniesione do żydowskiej części Cmentarza Centralnego w Wiedniu.